# Saša Milenić
Saša Milenić (en serbe cyrillique : Саша Миленић ; né le 29 septembre 1967) est un homme politique serbe. Il est vice-président du mouvement Ensemble pour la Šumadija (ZZŠ) et député à l'Assemblée nationale de la République de Serbie.

## Biographie
Saša Milenić est diplômé en philosophie de la Faculté de philosophie de l'université de Belgrade. Il devient professeur au Premier lycée de Kragujevac et publie de nombreux articles, notamment des critiques théâtrales, et des essais. Il publie quatre recueils de poèmes et est membre de l'Association des écrivains de Serbie. Son recueil Pogledaj dom svoj (Regardez votre demeure), en collaboration avec Vladimir Jagličić et J. Janković est publié en 1989, Uklet posed (Propriété hantée) en 1991, S koca i konopca (D'attache et de corde) en 1998 et Crno na belo (Noir sur blanc) en 2002.
Saša Milenić entre en politique en 1996 et, en 1997, il devient le premier président du Conseil de restauration monarchique. De 2004 à 2008, il est maire adjoint de Kragujevac, chargé de la culture, de l'éducation et de l'information et, en 2008, il participe avec Veroljub Stevanović, le maire de la ville, à la fondation du mouvement de citoyens Ensemble pour Kragujevac (ZKK) ; aux élections locales de cette année-là, le mouvement s'allie avec le parti G17 Plus en créant la coalition « Tous ensemble pour Kragujevac », qui remporte 41 sièges sur les 87 de l'assemblée municipale ; Veroljub Stevanović est reconduit dans ses fonctions de maire.

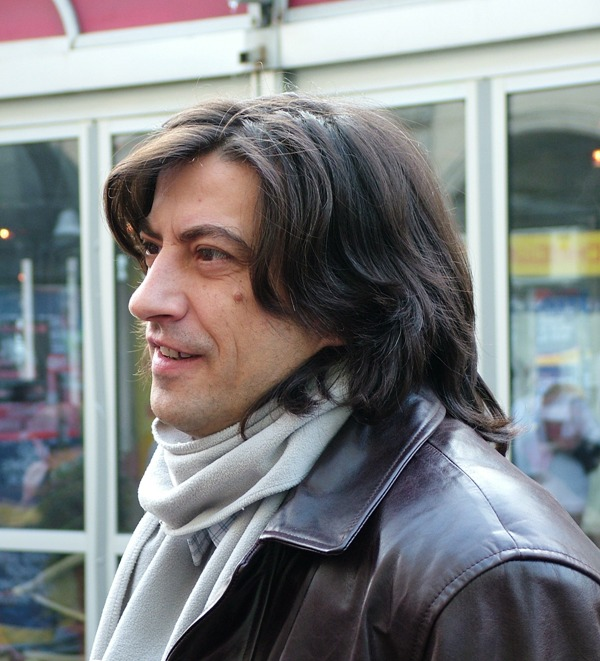
Saša Milenić

Aux élections législatives qui se déroulent en même temps que les élections locales, Saša Milenić figure avec le ZKK sur la liste du G17 Plus au sein de la grande alliance électorale Pour une Serbie européenne du président Boris Tadić, ce qui lui vaut un mandat de député à l'Assemblée nationale.
Ensemble pour la Šumadija (en serbe : Заједно за Шумадију et Zajedno za Šumadiju), qui émane d'un élargissement de « Ensemble pour Kragujevac », est officiellement fondé par Veroljub Stevanović le 2 mai 2009 au congrès constitutif de Kragujevac. Lors des élections législatives serbes de 2012, le mouvement participe à la coalition Régions unies de Serbie (URS) emmenée par Mlađan Dinkić, le président du parti G17 Plus,, ce qui vaut à Saša Milenić d'être une nouvelle fois élu député à l'Assemblée nationale de la République de Serbie.
À l'assemblée, il est inscrit au groupe parlementaire de l'URS et participe aux travaux de la Commission de l'éducation, de la science, du développement technologique et de la société de l'information et, en tant que suppléant, il fait partie de la délégation serbe à l'Assemblée parlementaire du Conseil de l'Europe.
Saša Milenić est également président de l'assemblée municipale de Kragujevac.
Il est marié et père de trois enfants.

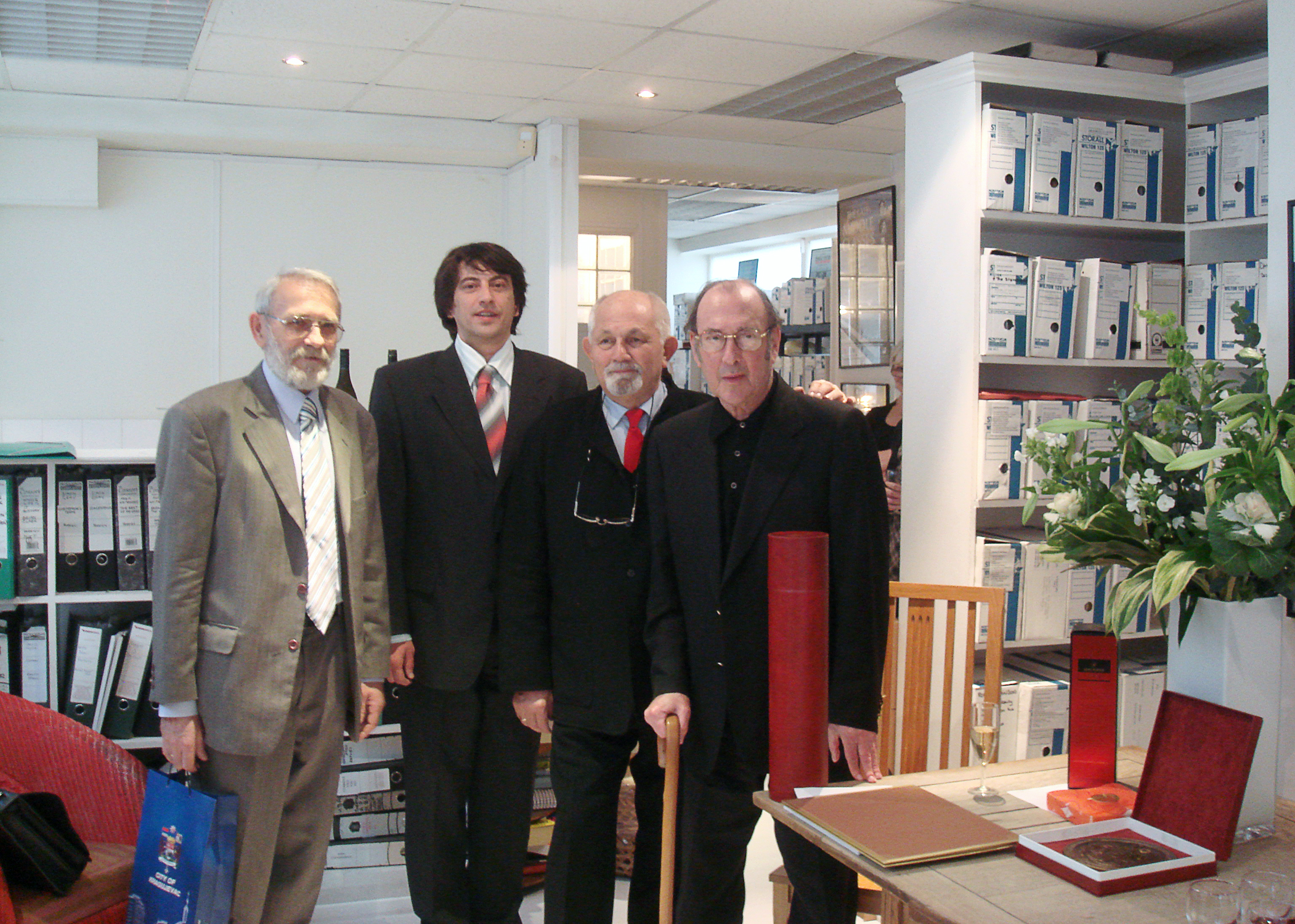
Saša Milenić avec Harold Pinter à Londres
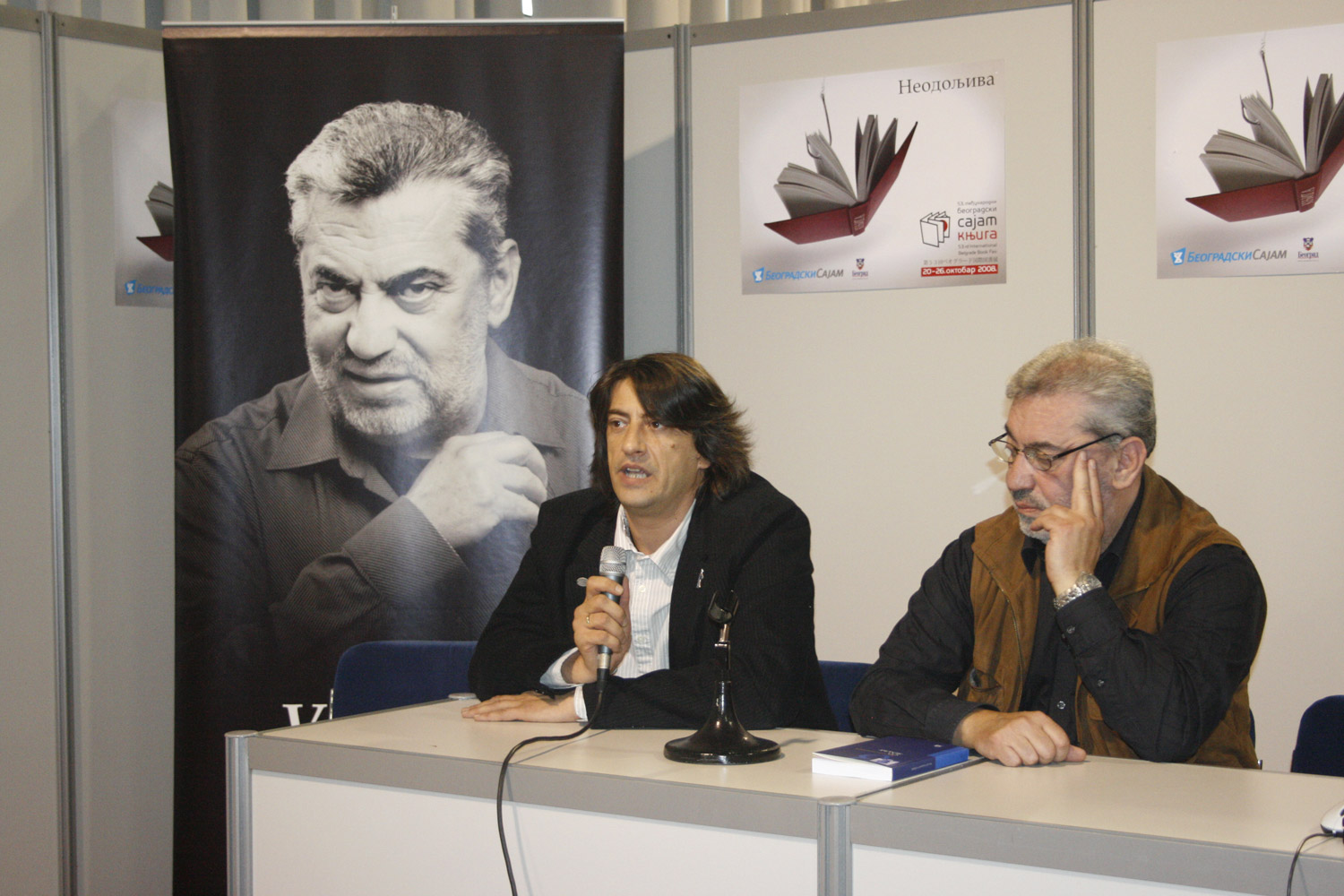
Saša Milenić et l'écrivain Vidosav Stevanović à la Foire internationale du livre de Belgrade en 2008